# Пелікан (газове родовище)
Пелікан — офшорне газове родовище в Атлантичному океані біля узбережжя Мавританії. Розташоване у розвідувальному блоці 7 в північній частині мавританської економічної зони.

## Опис
Відкрите у 2003 році в районі з глибиною океану 1650 метрів в результаті спорудження свердловини Pelican-1, довжина якої склала 3750 метрів від рівня дна. Поклади вуглеводнів відкрили у відкладеннях крейдового періоду. Колектори — пісковики.
В 2011 році розвідка продовжилась спорудженням свердловини Cormoran-1, закладеної у 2 км на південь від Pelican-1. З її допомогою збирались перевірити поширення продуктивного інтервалу, виявленого у першій свердловині, та досягти ще двох об'єктів, розташованих на більшій глибині. Свердловина послідовно пройшла газонасичені пісковики з гарними характеристиками груп Пелікан (інтервали 3376-3420 та 3691-3711 метрів від рівня дна), Cormoran (4351-4471) та досягла верхівки групи Petronia. В останній виявили газ у туронських відкладеннях в інтервалі 4660-4695 метрів, проте це не була повна товщина покладу, оскільки спорудження свердловини перервали через технічні причини.
Ресурси родовища попередньо оцінюються у 42 млрд.м3 газу.
Розвідку на блоці 7 провадить консорціум у складі Dana Petroleum (36 %, оператор, належить корейській KNOC), EDF SUEZ (27,85 %), Tullow Petroleum (16,20 %), PC Mauritania I (15 %), Roc Oil (Mauritania) Company (4,95 %).